# Iberostar
Iberostar oder Grupo Iberostar ist eine Unternehmensgruppe der Reisebranche mit Hauptsitz in Palma, Spanien. Zum Unternehmensbereich Hotels & Resorts gehören nach eigenen Angaben 120 Hotelanlagen in 17 Ländern mit zusammen über 37.000 Zimmern. Daneben errichtet, vermittelt und verkauft das Unternehmen Eigentumswohnungen innerhalb seiner Resorts und Golfanlagen und stellt Dienstleistungen für andere Reiseveranstalter bereit, wie z. B. die Organisation von Hoteltransfers und Ausflügen.
Die Gruppe befindet sich bis heute vollständig im Eigentum der Gründerfamilie Fluxà. Neben der Geschäftsführung engagiert sich die Familie auch sozial und kulturell für die Länder, in denen sie unternehmerisch tätig ist. Dazu gründete sie 2004 eine gemeinnützige Stiftung.

## Geschichte

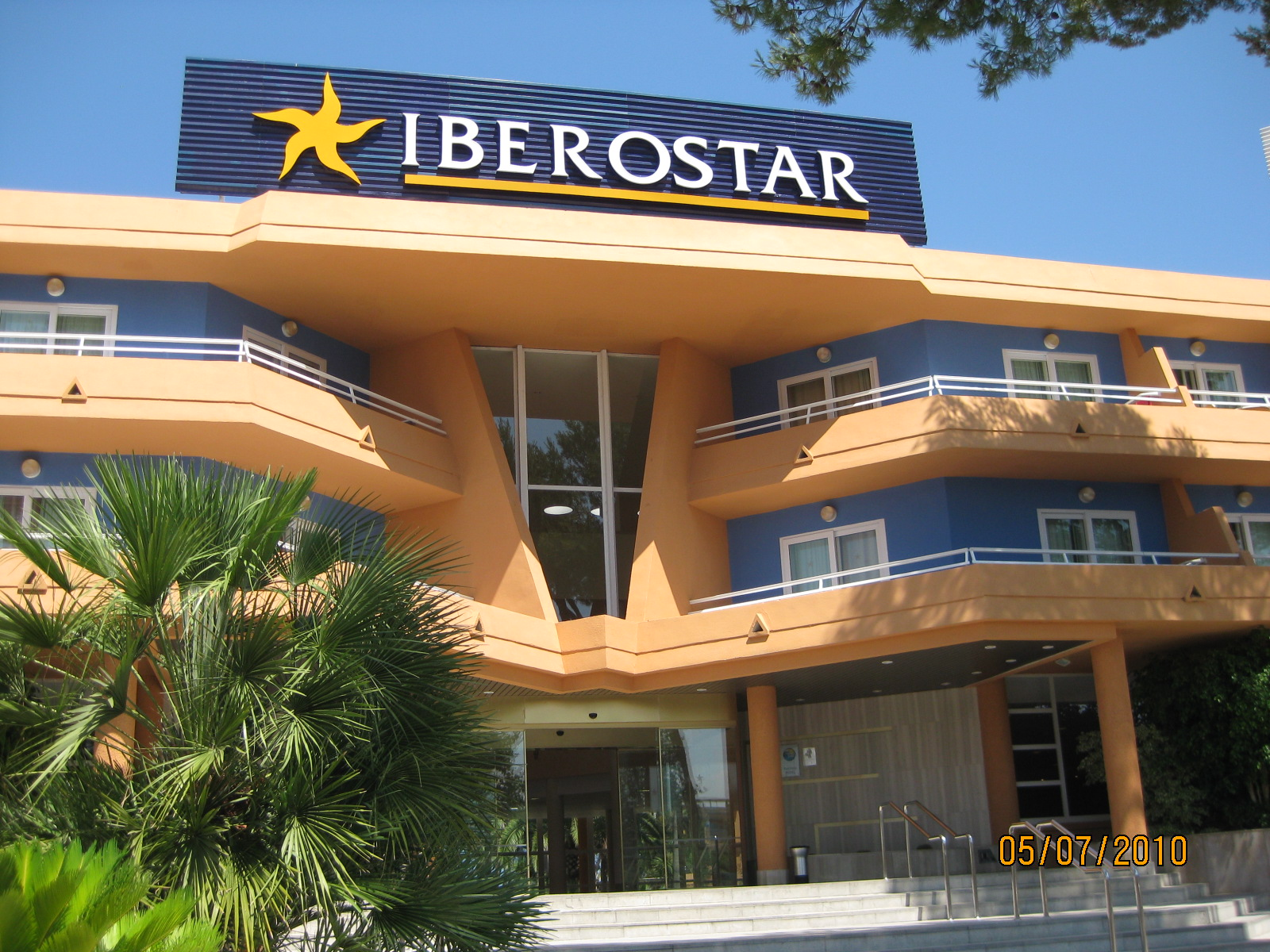
IBEROSTAR Playa de Muro auf Mallorca

Iberostar Málaga Playa in Torrox-Costa (Andalusien)

### Vorgeschichte
Die Familie Fluxà war zunächst ausschließlich in der Herstellung von Schuhen tätig. Der Schuhmacher Antonio Fluxà reiste 1877 nach England, studierte dort die industrielle Schuhproduktion und gründete nach seiner Rückkehr mit einer Gruppe von Schumachern auf Mallorca die erste Schuhfabrik der Balearen. Die Produktion mit der Marke Lottusse übernahm im Alter von 21 Jahren sein Sohn Lorenzo Fluxá Figuerol, der sich sehr für die Erweiterung und vor allem Internationalisierung des Unternehmens einsetzte. Im Jahr 1956 erwarb er den bereits 1930 gegründeten und auf 40 Mitarbeiter gewachsenen kleinen Reiseveranstalter Viajes Iberia und brachte die Familie erstmals mit der Reisebranche in Kontakt.

### Aufbau weiterer Geschäftsbereiche
Aufgrund der damals herrschenden guten Wirtschaftslage und des stark zunehmenden Fremdenverkehrs in Spanien wuchs das Reiseunternehmen rasch. Miguel Fluxà konzentrierte sich schließlich ganz auf diesen Bereich und gründete 1973 den Touren- und Ausflugsveranstalter Iberojet, sechs Jahre später die Incoming-Agenturen Iberotravel mit Filialen im Vereinigten Königreich in London und Manchester und unter dem Namen Visit US in Miami und Orlando, Florida, in den USA. Im Jahr 1986 stieg er schließlich in den Hotelbetrieb ein und eröffnete die ersten Häuser der IBEROSTAR Hotels & Resorts auf Mallorca und den kanarischen Inseln.
1993 wurde die erste Hotelanlage in der Dominikanischen Republik eröffnet. Diese war auch das erste 5-Sterne-Resort des Unternehmens. 1998 wurde die Fluggesellschaft Iberworld gegründet und Charterflüge von Madrid nach Palma de Mallorca und Teneriffa angeboten. Nur wenig später folgte die Gründung von Iberojet Cruceros, die sich zunächst über das Gemeinschaftsunternehmen Spanish Cruise Line mit der griechischen Festival Cruises, später selbstständig mit zwei gecharterten Schiffen auf Kreuzfahrtangebote im Mittelmeer für den spanischsprachigen Markt spezialisierte.
Im Jahr 2004 erzielte das Unternehmen mit 54.490 Betten, 15.600 Mitarbeitern und 500 Reisebüros einen Umsatz von 828,1 Mio. Euro. Im gleichen Jahr wurde die IBEROSTAR Foundation gegründet.

### Von der Reorganisation bis heute

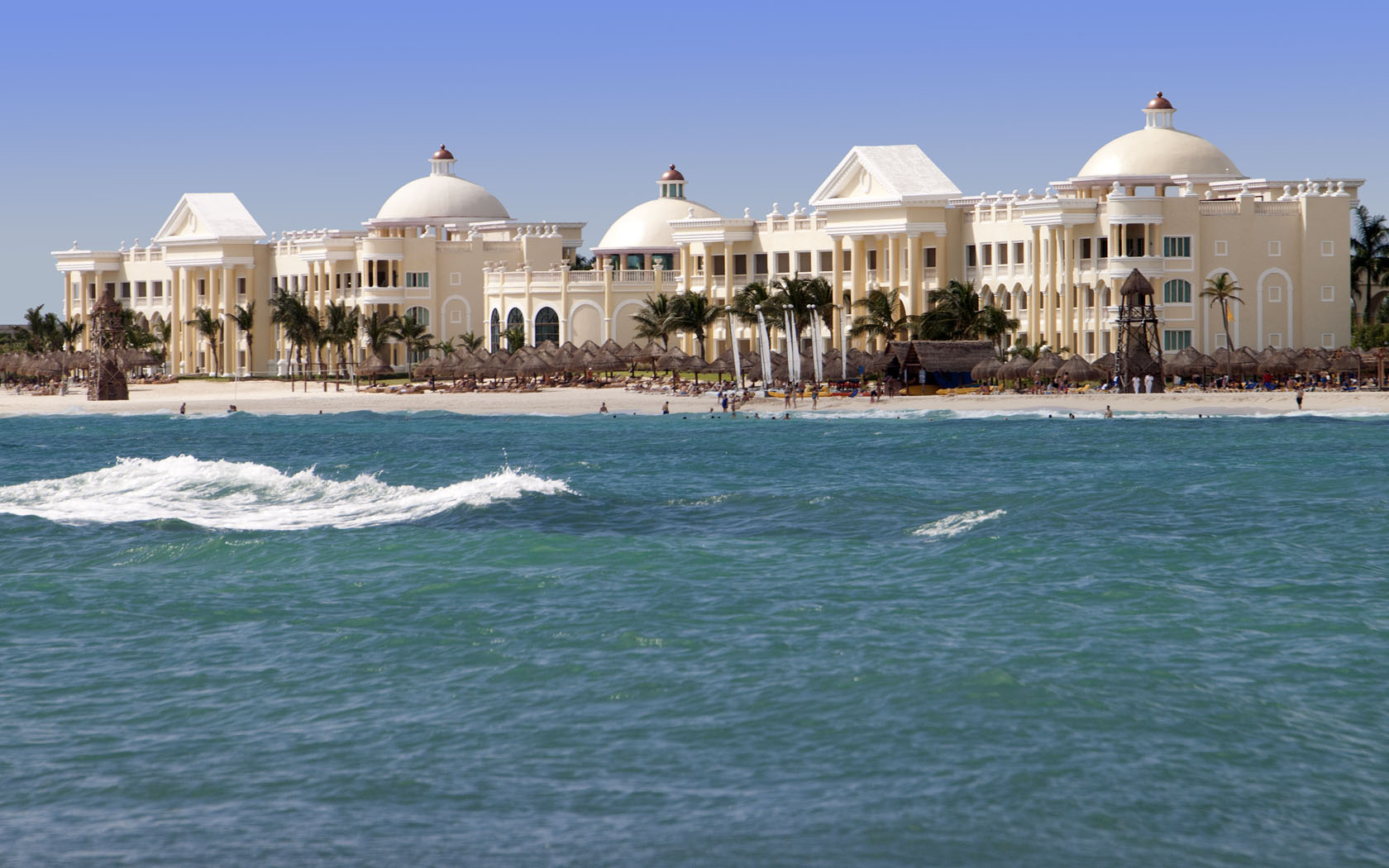
Iberostar Grand Hotel Paraiso, Riviera Maya, Mexiko

Angesichts zunehmender wirtschaftlicher Schwierigkeiten in den darauf folgenden Jahren beschloss die Familie im Jahr 2006, sich ganz auf die Hotellerie zu konzentrieren und nur den Geschäftsbereich IBEROSTAR weiterzuführen. Die beiden anderen Unternehmensbereiche Grupo Receptor und Grupo Emisor überließ sie für 800 Mio. Euro an die Investmentgesellschaften Carlysle Group zu 55 %, Vista Capital 36 %, ICG Equity Fund 5 % und zu etwa 4 % an zehn leitende Manager aus den vom Verkauf betroffenen Unternehmensteilen. Zahlreiche Marken und Unternehmenstöchter, darunter Solplan, Turavia oder Viva Tours, der Reiseveranstalter Iberojet, das Reisebüronetz der Viajes Iberia, die Fluggesellschaft Iberworld und der Kreuzfahrtveranstalter Iberojet Cruceros wurden auf die dafür neu gegründete Orizonia Corporaciόn übertragen. Orizonia betrieb als neues Dachunternehmen der Käufer zunächst die Geschäfte unverändert weiter, fiel jedoch 2013 in Konkurs und stellte am 18. Februar seine Geschäftstätigkeit ein, wobei mehr als 1.000 Mitarbeiter ihren Job verloren.
Die im Eigentum der Familie verbliebene neue Grupo IBEROSTAR behielt neben dem Hotelbetrieb nur den IBEROSERVICE bei und führte im Jahr 2007 die sogenannte „The Grand Collection“ ein. Unter dieser neuen Marke werden seither Luxushotelanlagen der Gruppe beworben, die mindestens 5 Sterne vorweisen. Im Jahr 2008 gründete das Unternehmen den neuen Bereich IBEROSTATE für das Immobiliengeschäft (Golf, Villas & Condos) in luxuriösen Urlaubswohnanlagen. 
Im Jahr 2015 erwarb die Gruppe das argentinische Online-Reisebüro Almundo.com und NT Incoming, ein Incoming-Reisebüro auf dem spanischen Markt.   

## Geschäftsbereiche
Die Grupo betreibt heute die folgenden drei Geschäftsbereiche: 
- IBEROSTAR Hotels & Resorts, der Hotelbetrieb, das Flaggschiff des Konzerns
- IBEROSTATE Golf, Villas & Condos, für den Bau von Ferienhäusern und Villen innerhalb der IBEROSTAR-Hotelkomplexe
- IBEROSERVICE, Dienstleistungen am Urlaubsort, Vermittlung und Organisation von Ausflügen